# Geosciurus
Geosciurus is een geslacht van zoogdieren uit de familie van de eekhoorns (Sciuridae). De wetenschappelijke naam van het geslacht werd in 1834 gepubliceerd door Andrew Smith.

## Soorten
Er worden 2 soorten in dit geslacht geplaatst:
- Geosciurus inauris (Zimmermann, 1780) – Kaapse grondeekhoorn
- Geosciurus princeps Thomas, 1929